# Марокканський квартал (Єрусалим)

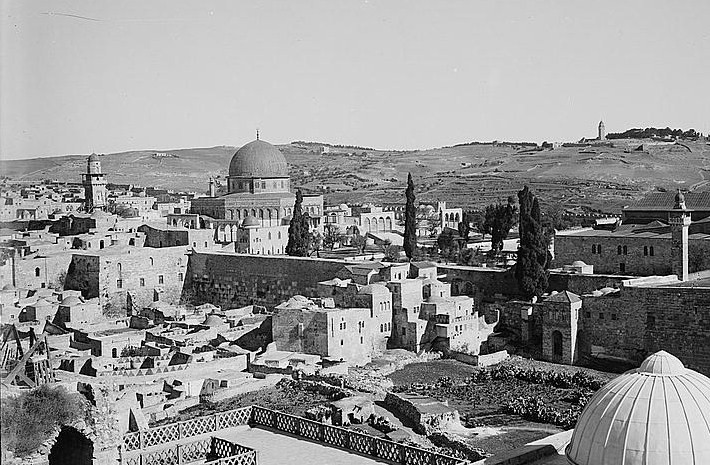
Марокканський квартал між 1898 і 1946 роками, вид на північний схід, з Куполом Скелі на задньому плані.

Магрибський квартал (араб. حارَة المَغارِبة Hārat al-Maghāriba, івр. שכונת המוגרבים, Sh'khunat Ha Mughrabim), відомий в деяких європейських мовах як Марокканський квартал — район у південно-східній частині Старого міста Єрусалима, заснований наприкінці XII століття. Він знаходився між Стіною плачу на сході, стінами Старого міста на півдні (включно з Магрибськими воротами), Єврейським кварталом на заході та Мусульманським кварталом на півночі. Квартал був заснований сином Салах ад-Діна як ісламський вакуф або релігійна власність на користь вихідців з Магрибу.

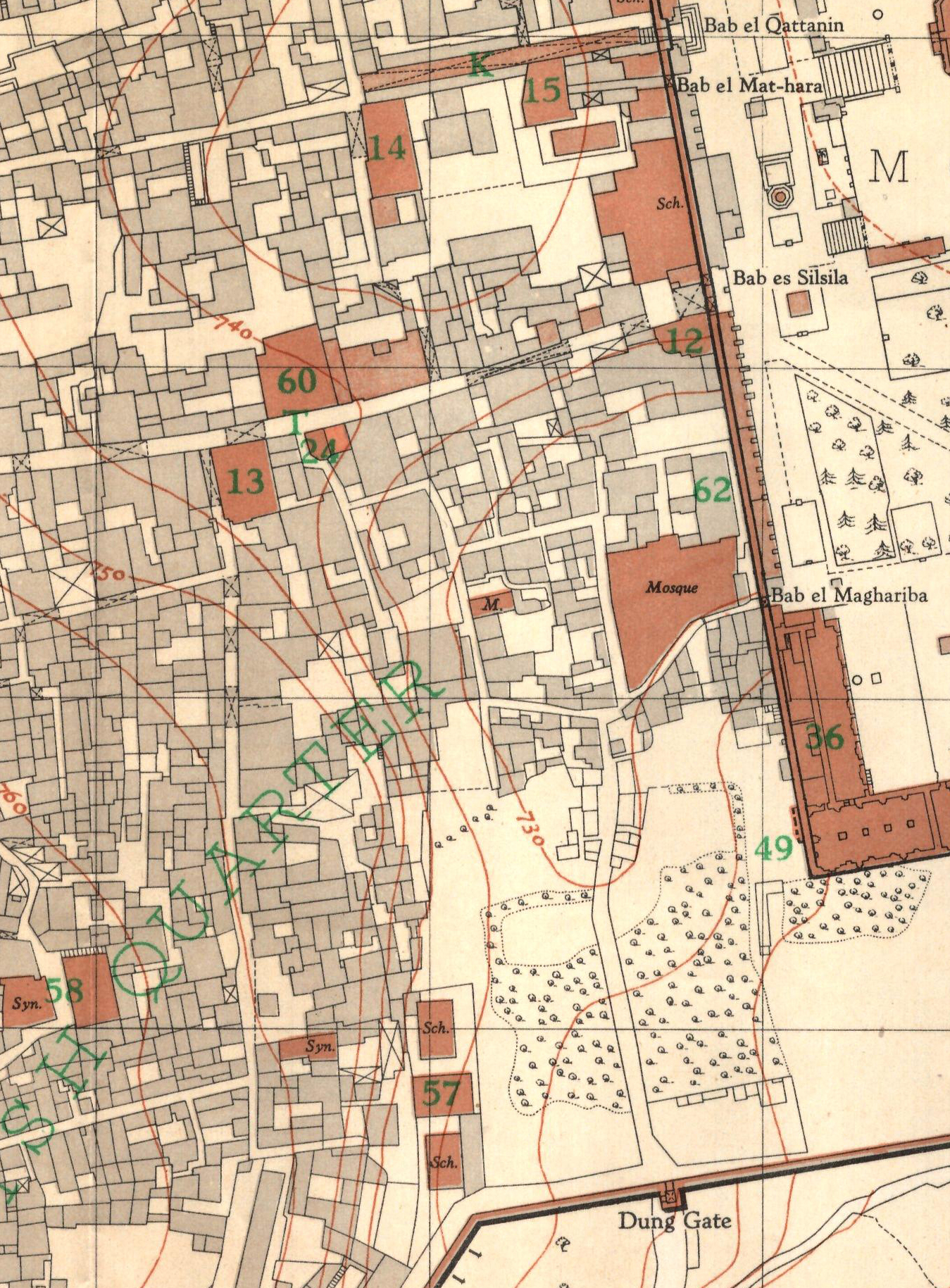
Марокканський квартал (переважно в клітинці із зеленою цифрою «62») на карті Палестини 1947 року. Червоним позначені дві згодом знесені мечеті.

10 червня 1967 року, через три дні після захоплення Старого міста збройними силами Ізраїля під час Шестиденної війни, квартал був повністю знесений за наказом мера Західного Єрусалиму Тедді Коллека. Підставою для знесення було бажання розширити вузький провулок, який утворили для доступу євреїв до Стіни плачу за наказом Сулеймана Пишного ще в XVI столітті і підготувати територію для публічного доступу великої кількості єврейських прочан, які прагнули там помолитися після 18-річного вигнання. Зараз на місці колишнього Марокканського кварталу знаходиться Площа Стіни плачу.

## Історія

### Аюбідська та мамлюцька епохи
За словами історика XV століття Муджір ад-Діна, невдовзі після того, як мусульманська армія Салах ад-Діна звільнила Єрусалим від хрестоносців, у 1193 році син Салах ад-Діна, Аль-Малік аль-Афдал Нуруд-Дін Алі заснував цей квартал як вакуф на користь усіх іммігрантів з Магрибу (Північної Африки). Згідно з пізнішим документом, межами цього кварталу (ḥārat) були західна стіна Харам аш-Шаріф (Храмової гори) на сході, громадська дорога, що вела до Сілоамської купелі на півдні; резиденція каді Єрусалиму Шамс ад-Діна на заході і Кантарат Умам аль-Банат/прохід Арки Вільсона на півночі. Вакуф був створений для «користі всієї громади Магрибу, всіх видів і типів занять, чоловіків і жінок, старих і молодих, низьких і високих, щоб оселитися в ньому в своїх резиденціях і щоб отримати вигоду від його використання відповідно до своїх різноманітних потреб». Невдовзі євреям, багато з яких також походили з Магрибу (сефарди) також дозволили оселитися в ньому. До 1303 року магрибці вже добре облаштувались у кварталі, про що свідчило те, що Умар ібн Абдулла ібн Абдун-Набі аль-Масмуді аль-Муджарад пожертвува для кварталу завію (релігійну установу подібну до монастиря).
Вакуф Аль-Афдала був не тільки релігійним і благодійним за своїми цілями, але також передбачав створення там медресе з юридичною школою, згодом названої епонімічною назвою Афдалія, для малікійського мазгабу (ісламських юристів) міста. Видатний нащадок андалузької суфійської родини містиків, Абу Мадян, оселився в Єрусалимі на початку XIV століття та зробив в 1320 році ще одну велику пожертву для магрибців — Завію біля Ланцюгових воріт. Вона складалась з вакуфській власності у сусідньому Ейн-Керемі та ще одній в Кантарат Умам аль-Банат біля Ланцюгових Воріт, яка слугувала притулком для новоприбулих іммігрантів. Право узуфрукту (манфаа) обох цих вакуфів було зарезервоване назавжди для єрусалимських вихідців з Магрибу. Пожертвування Кантарату Умам аль-Банат складалося із залу, двох квартир, двору, приватних зручностей, а внизу — магазину та печери (qabw). Власність в Ейн-Керемі була великою, складала площу 15 000 дунамів і охоплювала більшу частину поселення. До документа було додано положення про те, що вакуфське майно після смерті донора буде передано під опіку адміністратора (mutawalli) і наглядача (nāzir), обраних громадою за їх видатне благочестя та мудрість.
Десь на початку 1350-х років  третій вакуф був наданий маринідським султаном Марокко Абу'л Гасаном Алі I. Він представляв собою копію Корану, написану султаном власною рукою. Подальші пожертвування кварталу відбулися в 1595 і 1630 роках.
До появи мусульман в Єрусалимі більша частина території під Стіною плачу була завалена уламками, і єврейські молитви протягом ісламського періоду, схоже, здійснювалися в синагогах в єврейському кварталі або, у публічних випадках — на Оливковій горі. Вузький простір або провулок, що відокремлює Стіну плачу від прилеглих будинків Марокканського кварталу було створено в XVI столітті за наказом Сулеймана Пишного, щоб надати можливість євреям молитись перед стіною.

### Османська доба

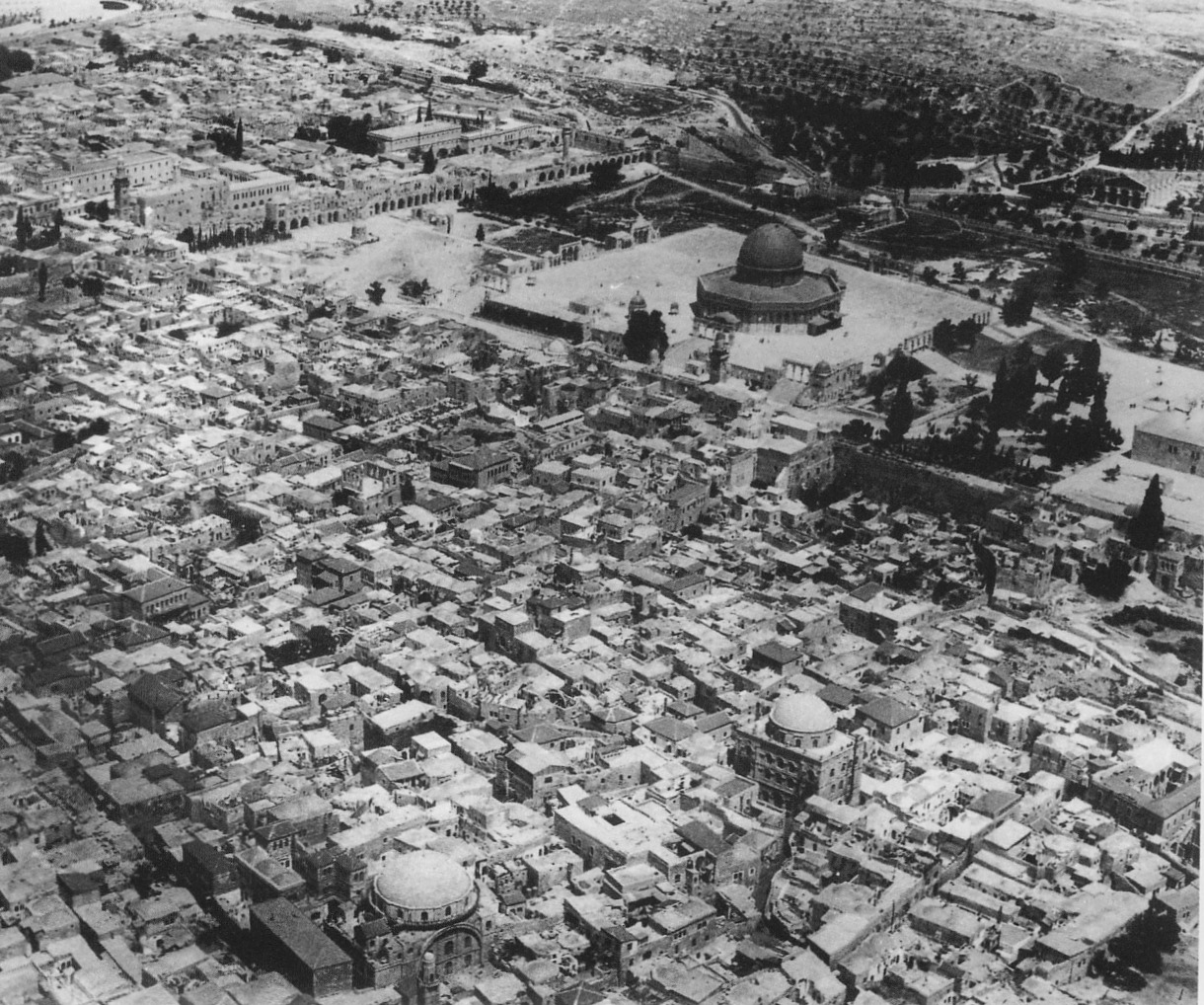
Вид з висоти пташиного польоту на Єврейський квартал і Марокканський квартал. Фотографія приблизно 1937 року.

Османські податкові реєстри нараховували 13 домогосподарств у Магрибському кварталі у 1525–26 роках, 69 домогосподарств, 1 холостяка та 1 імама у 1538–39 роках, 84 домогосподарства та 11 холостяків у 1553–34 роках, 130 домогосподарств та 2 холостяків у 1562–63 роках та 126 домогосподарств та 7 холостяків у 1596–97. . Хоча спочатку квартал був створений для виходців з Магрибу, в ньому протягом століть у різний час проживали також євреї, християни та мусульмани з Палестини та інших країн. На той момент, як уряд Ізраїлю вирішив знести їхні будинки, приблизно половина мешканців кварталу могла простежити своє походження від іммігрантів з Магрибу.
За словами французького мандрівника Шатобріана, який відвідав Єрусалим в 1806 році, деякі жителі кварталу були нащадками маврів, яких вигнали з Іспанії під час Реконкісти наприкінці XV століття. Вони були добре прийняті місцевою громадою, і для них була побудована мечеть. Мешканці району зберігали свою культурну особливість щодо їжі, одягу та традицій, доки вони не асимілювалася з рештою Старого міста в XIX столітті. Квартал також був природним місцем зупинки для жителів Магрибу, які прибували до міста для паломництва до мечеті Аль-Акса.
Протягом багатьох років у кварталі було засновано невелику кількість шкіл і мечетей, і в ньому мешкали мусульманські священнослужителі, які виконували релігійні обов'язки в мечеті Аль-Акса.

Місце єврейської молитви та плачу перед Стіною плачу займало ділянку довжиною близько 30 метрів вздовж стіни, доступ до якої був через вузький прохід з вулиці царя Давида. На відстань від стіни ділянка простягалася менше, ніж на 3,5 метра. На південному кінці знаходилась одна з двох завій, заснованих там у середньовіччі, а з заходу провулок перед Стіною плачу був закритий глухими стінами будинків мешканців Марокканського кварталу. У 1840 році через британського консула була подана пропозиція від британського єврея, яка була першою спробою змінити статус-кво. В поданні просилось дозволити євреям облаштувати і забрукувати біля стіни ділянку площею 120 квадратних метрів. План був відкинутий як адміністратором вакуфу Абу-Мадьян, так і Мухаммедом Алі-пашою. Мусульмани в цьому районі скаржилися на надмірний шум, який на відміну від минулої практики, спричиняли нові єврейські паломники. В свою чергу мусульмани просили євреїв тихіше здійснювати свої традиційні практики під час молитви біля Стіни плачу та утримуватися від проголошень там доктринальних питань.

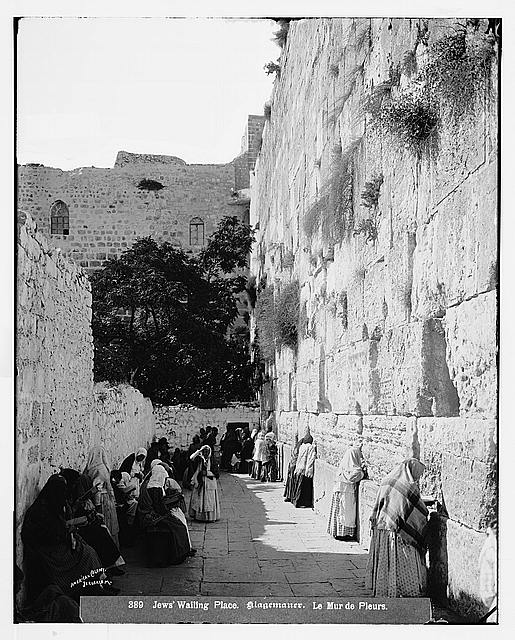
Будинки в Марокканському кварталі (ліворуч), що межують зі Стіною плачу (праворуч), приблизно 1898—1914 рр. Вид на північ.

На початку XIX століття єврейські прочани були рідкістю, і, за словами Єгошуа Бен Ар'є, не мали жодної особливої відмінності. У розповіді про свою подорож до Святої Землі в 1845 році Т. Тоблер зазначив про існування мечеті в Мусульманському кварталі.
Згідно Єгошуа Бен-Ар'є, магрибці вважали євреїв невірними, через що останні піддавалися переслідуванням і були змушені заплатити певну суму в обмін на право молитися біля Стіни без перешкод. Напруга між євреями та мусульманами щодо Стіни плачу посилилась з виникненням сіонізму та, як наслідок, поширення побоювань серед мусульман, що євреї претендуватимуть на всю Храмову гору. Мозес Монтефіоре та барон Ротшильд неодноразово намагалися викупити всю цю територію, але безуспішно. У 1887 році заявка Ротшильда на купівлю кварталу супроводжувалася проектом його перебудови як «заслуги та честі для єврейського народу», і пропонувала переселити місцевих мешканців у кращі помешкання в іншому місці. Здавалося, османська влада була готова дати своє схвалення. Згідно з деякими джерелами, найвищі світські та мусульманські релігійні авторитети в Єрусалимі, такі як Мутасарриф (османський губернатор Єрусалиму) Шериф Мехмед Рауф-паша та муфтій Єрусалиму Мухаммед Тахір Хусейні фактично дали своє схвалення. План провалився через єврейські, а не мусульманські заперечення і був відкладений після того, як головний рабин (хахам) єрусалимської сефардської громади заявив, що він мав «натяк провидіння», що у випадку, якщо продаж відбудеться, почнеться жахлива різанина євреїв. Його думка могла відображати побоювання сефардів, що найсвятішим місцем юдаїзму таким чином заволодіють ашкеназі.
У перші два місяці після вступу Османської імперії в Першу світову війну, турецький губернатор Єрусалима Закей-бей запропонував продати квартал євреям, вимагаючи суму в 20 000 фунтів стерлінгів, які, за його словами, будуть використані як для переселення мусульманських сімей так і для створення публічного простору перед Стіною. Однак у євреїв міста не вистачало необхідних коштів.

### Епоха Британського мандату

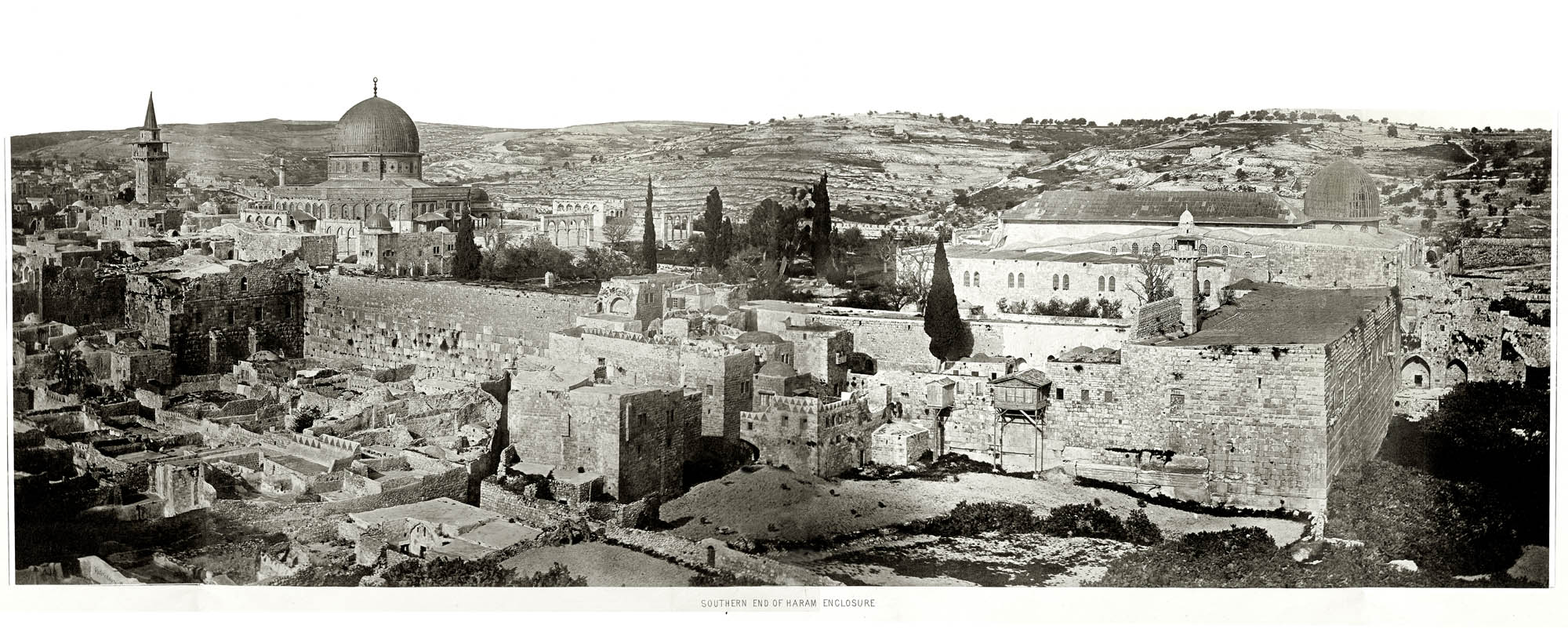
Фотографія Марокканського кварталу (1864 рік)

У кварталі існував хоспіс «Дар аль-Магаріба», який надавав житло для мусульман Магрибу, які здійснювали паломництво до ісламських місць Єрусалиму.

У квітні 1918 року Хаїм Вейцман, тоді відомий сіоністський лідер, під час відвідання Єрусалима надіслав листа через британського дипломата Рональда Сторрза, пропонуючи шейхам 70 000 фунтів стерлінгів в обмін на Стіну та будівлі Марокканського кварталу. Ця пропозиція була негайно відхилена. Тоді Вейцман звернувся зі своєю петицією до Артура Балфура, просячи його вирішити проблему шляхом винесення рішення на користь євреїв. У листі від 30 травня того ж року під заголовком «ПЕРЕДАЧА СТІНИ ПЛАЧУ ЄВРЕЯМ» він навів такі причини:
«Ми, євреї, маємо багато святих місць у Палестині, але Стіна плачу, яку вважають частиною старої Храмової стіни, є єдиною, яка в якомусь сенсі залишилася нам. Всі інші знаходяться в руках християн або мусульман. І навіть Стіна плачу насправді не наша. Воно оточене групою жалюгідних, брудних напівзруйнованих і занедбаних будівель, які роблять це місце з гігієнічної точки зору надзвичайно небезпечним, а з точки зору сентиментальних почуттів — джерелом постійного приниження для євреїв усього світу. Наш найсвятіший пам'ятник у нашому найсвятішому місті знаходиться в руках якоїсь сумнівної магрибської релігійної громади, яка утримає ці халупи з метою отримання доходу. Ми готові справедливо компенсувати цій громаді ці доходи, але ми хотіли б, щоб це місце було очищено; ми хотіли б надати йому гідного та респектабельного вигляду».
Незважаючи на це, як Стіна плачу, так і Марокканський квартал протягом періоду британського мандату залишалися власністю вакуфу, а євреї зберігали своє давнє право відвідувати Стіну. Під час заворушень у підмандатній Палестині 1929 року, євреї та мусульмани сперечалися через взаємні претензії на територію, прилеглу до Марокканського кварталу, при цьому євреї стверджували, що не мають жодних претензій на Храмову гору, але вимагали від британської влади експропріювати та знести Марокканський квартал. У заворушеннях брали участь як єврейські паломники з Магрибу, так і мусульманські і кілька євреїв були вбиті або поранені. Для вирішення питання Велика Британія зі схвалення Ліги Націй призначила спеціальну комісію. Комісія знову підтвердила статус-кво, водночас встановивши певні обмеження, у тому числі заборонивши євреям проводити молитви під час Йом Кіпур (найсвятіше свято в іудаїзмі), які передбачали дудіння в шофар, а мусульманам здійснювати зікр (ісламські молитви) близько до стіни або з навмисною метою викликати роздратування у євреїв.

### Йорданська епоха

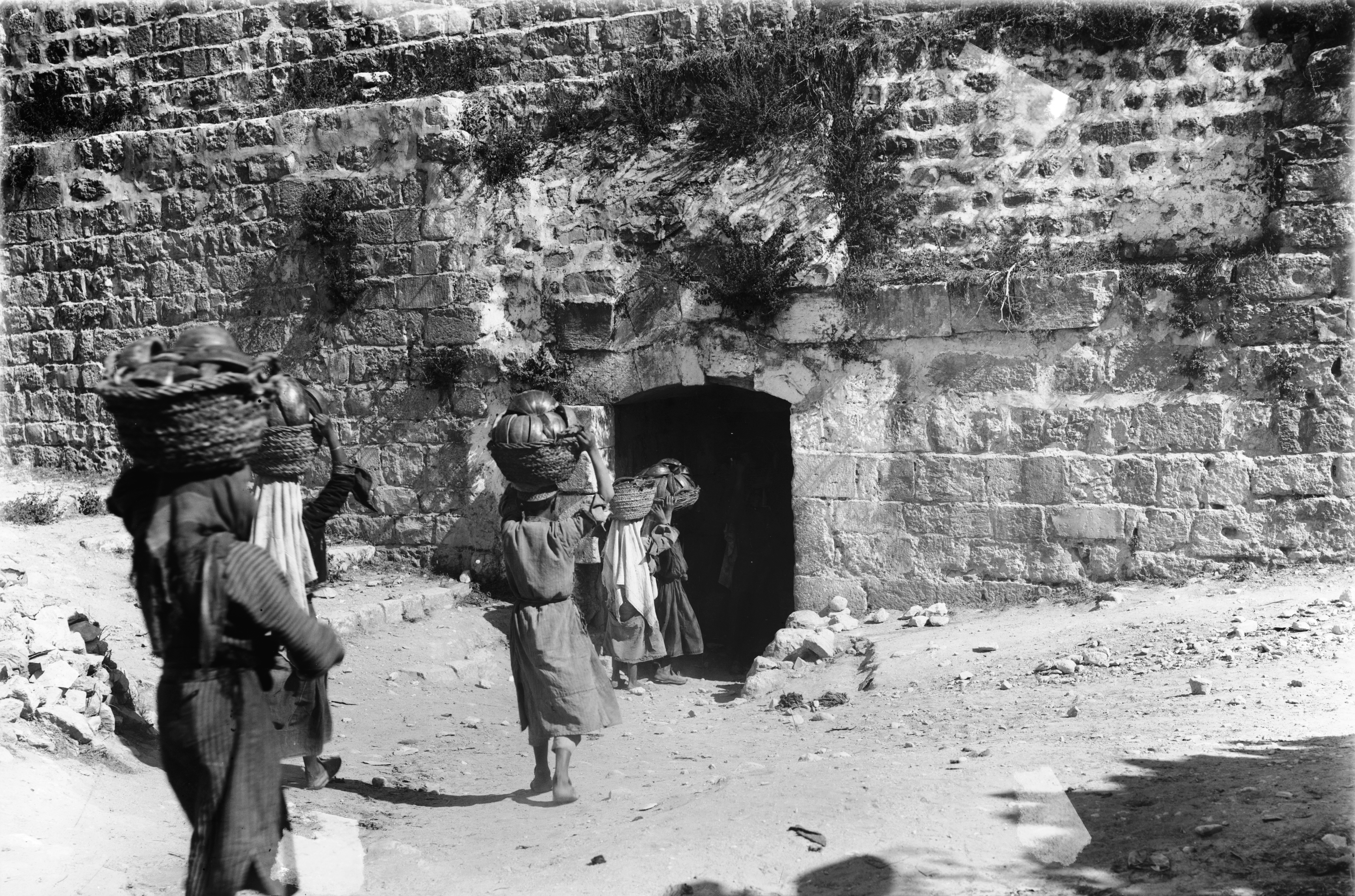
Магрибські ворота (фото зроблено між 1940 і 1946 р.) до того, як ворота були збільшені в 1952 році.

Коли війська Йорданії вийшли переможцями в битві за контроль над Старим містом під час арабо-ізраїльської війни 1948 року, з Єврейського кварталу, який знаходився поруч з Марокканським кварталом було вигнано 1500 єврейських жителів. Заради справедливості треба зазначити, що одночасно з західного Єрусалиму, що залишився під контролем армії Ізраїлю було виселено або втікло біля 30 000 мусульман.
Непоодинокими були суперечки між мешканцями кварталу та палестинськими землевласниками, які сперечалися за права власності. У 1965 році йорданський уряд виселив палестинських мешканців із єврейських будинків біля Мусульманського кварталу та переселив їх у табір біженців Шуафат, за чотири кілометри на північ від Старого міста. Мотиви цього вигнання невідомі.
За словами французького історика Вінсента Леміра, у період йорданського контролю Четверта і П'ята республіки Франції претендували на екстериторіальну юрисдикцію над вакуфом Абу-Мад'ян, алжирським вакуфом, розташованим у Марокканському кварталі. Франція заявила про свою юрисдикцію над вакуфом 6 липня 1949 року. Після арабо-ізраїльської війни Ізраїль анексував село Ейн-Карем. Вакуф Абу-Мад'ян залежав від реалізації сільськогосподарської продукції цього села і тому опинився в нестабільному фінансовому становищі, що прискорило претензії Франції на суверенітет.
Міністерство закордонних справ Франції використало свою позицію в Єрусалимі, щоб покращити свої відносини з Ізраїлем та країнами Магрибу — Алжиром, Тунісом і Марокко, надавши фінансову підтримку вакуфу і, отже, мусульманським паломникам з Північної Африки. Наприклад, у 1954 році французький інтелектуал Луї Массіньйон організував благодійний збір біля воріт Тлемсенської соборної мечеті в Алжирі на підтримку вакуфу з метою покращення франко-алжирських відносин. 12 лютого 1962 року — через чотири дні після різанини на станції метро Charonne і приблизно за місяць до підписання Евіанських угод (угоди про припинення вогню між Францією та Алжиром) — Франція відмовилася від своїх претензій на вакуф .

## Знесення

### Підготовка
Знищення кварталу відбулося без офіційного дозволу. Відповідальність за прийняття рішення про знесення Магрибського кварталу покладають на декількох осіб: Тедді Коллека, Моше Даяна, полковника Шломо Лахата, Узі Наркісса і Давида Бен-Гуріона. Точні деталі операції невідомі, оскільки учасники не залишили жодних паперових документів. Згідно з одним джерелом, ключову роль у прийнятті рішення про знесення кварталу зіграв прем'єр-міністр Ізраїлю у відставці Давид Бен-Гуріон. Він відвідав Стіну 8 червня з Тедді Коллеком, Шимоном Пересом і Яковом Яннаї, тогогочасним головою Управління національних парків. 9 червня, наступного дня після захоплення Старого міста, Бен-Гуріон обурився, побачивши біля Стіни табличку англійською і арабською мовою:
Він помітив кахельний знак перед Стіною, на якому було написано «Дорога Аль-Бурак» англійською та арабською, але не івритом. Це було нагадуванням про легендарного коня пророка Мухаммеда, Бурака, який був прив'язаний до Стіни, коли пророк відправлявся на небо зі знаменитої скелі на Храмовій горі. Бен-Гуріон несхвально подивився на табличку і запитав, чи є в когось молоток. Солдат намагався відірвати плитку багнетом, але Бен-Гуріон був стурбований, що він пошкодить камені стіни. Було принесено сокиру і акуратно видалено напис на плитці. Символізм видалення арабської мови з вновздобутого єврейського святого місця не пройшов повз увагу ані оточуючих ані самого Бен-Гуріона. Натовп аплодував і Бен-Гуріон вигукнув: «Це найкращий момент у моєму житті з тих пір, як я приїхав до Ізраїлю».
Бен-Гуріон також запропонував наступного дня знести стіни Старого міста, оскільки вони були зведені не євреями, але уряд не підтримав цю ідею. Тедді Коллек у своїх мемуарах писав, що квартал необхідно було зруйнувати, тому що в цей час планувалось паломництво до Стіни сотень тисяч євреїв і їх прохід через «небезпечні вузькі провулки» і «трущобних хатин» був немислимий — їм потрібен був чистий світлий простір, щоб відсвяткувати своє повернення на це місце після 19 років вигнання. З цією метою територію напередодні дослідили археологи та інженери, щоб визначити, що потрібно знести. Операція передбачала не тільки знесення Марокканського кварталу, але й вигнання всіх мусульманських мешканців з суміжного, населеного на той момент переважно мусульманами Єврейського кварталу, які, як стверджував Коллек, «не відчували особливого почуття до цього місця і були б задоволені отримати достатню компенсацію за своє виселення». Того ж дня, коли почалися бульдозерні роботи, Джерусалем Пост описала цю територію як «купу халуп», а пізніше один дописувач прокоментував це визначення так:
У той день, коли забудову кварталу почали зносити бульдозерами, газета The Jerusalem Post назвала квартал нетрями. Через два дні було повідомлено, що його в основному покинули під час облоги. Я очікую, що з часом його існування взагалі зникне зі сторінок розвитку сіоністської історії.
Шломо Лахат, який щойно повернувся з кампанії зі збору коштів у Південній Америці, згадав, що коли він прибув о 4 ранку 7 червня, Моше Даян повідомив йому про неминуче завоювання Єрусалиму і що він хоче, щоб Лахат, прихильник жорсткої дисципліни, став військовим губернатором міста. Йому потрібен був хтось, «готовий стріляти в євреїв, якщо знадобиться». Після того, як місто було взято, на зустрічі за участю нього самого, Даяна, Коллека та Узі Наркіса, Лахат припустив, що запланований візит євреїв до Стіни Плачу на Шавуот викличе там тисняву, яка загрожує більшими жертвами, ніж ті, що були спричинені війною і запропонував очистити територію, після чого цю ідею схвалив Даян. Це заперечує Яків Салман, який заявив, що саме він підняв питання проблеми обмеженості площі перед Стіною.

### Знесення

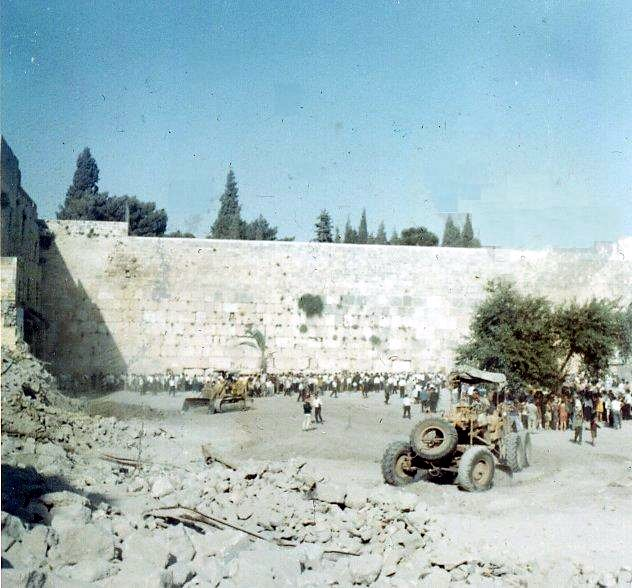
Розчищення площі перед «Стіною плачу», липень 1967 року

У кварталі було 135 будинків  і в результаті їх знесення принаймні 650 осіб залишилися без житла. За словами одного очевидця, після захоплення Ізраїлем, по всьому Старому місту було введено сувору комендантську годину. У суботу, ввечері 10 червня, в останній день Шестиденної війни, який збігся з закінченням шабату, в кварталі було встановлено кілька прожекторів для освітлення. Більш ніж два десятки єрусалимських будівельних підрядників, найнятих Коллеком, спочатку розбили кувалдами громадську вбиральню. Потім для знесення будинків були залучені армійські бульдозери. Згідно різних джерел, мешканцям кварталу дали кілька хвилин, п'ятнадцять хвилин або три години, щоб евакуювати майно зі своїх домівок. Спочатку мешканці кварталу відмовлялись залишати свої житла. Зіштовхнувшись з цим, заступник військового губернатора міста підполковник Яків Салман надав наказ офіцеру інженерного корпусу розпочати бульдозерні роботи, і, після перших ударів по одній з споруд, вся будівля впала. Саме цей вчинок змусив решту людей покинути свої квартири та сісти в транспортні засоби, які стояли на вулиці, щоб вивезти їх до місць тимчасвового проживання. Згодом серед уламків зруйнованих будинків була виявлена жінка середнього або літнього віку. Один з інженерів, Йоханан Монтскер, терміново доставив її до лікарні, але опівночі вона померла. Наступного ранку полковник Лахат описав, що підривники здебільшого були п'яні «нарадощах та від вина».
У дозволі на порятунок особистих речей мешканців кварталу було відмовлено. Причиною, яку назвав ізраїльський солдат, було те, що їм бракувало часу, оскільки до свята «Пасхи» (насправді Шавуот) залишалося лише два дні, і багато паломників мали прибути до Стіни плачу вже наступного вівторка. Стверджувалося, що поспішне руйнування було необхідним для того, щоб підготувати площу перед Стіною плачу для віруючих, що прибудуть на свято. Тодішній прем'єр-міністр Леві Ешкол абсолютно не знав про операцію, і 11 числа зателефонував Наркісу, запитуючи причину, чому зносять будинки. Наркіс, вдаючи, що не знає, відповів, що розбереться.

### Знищені історичні будівлі

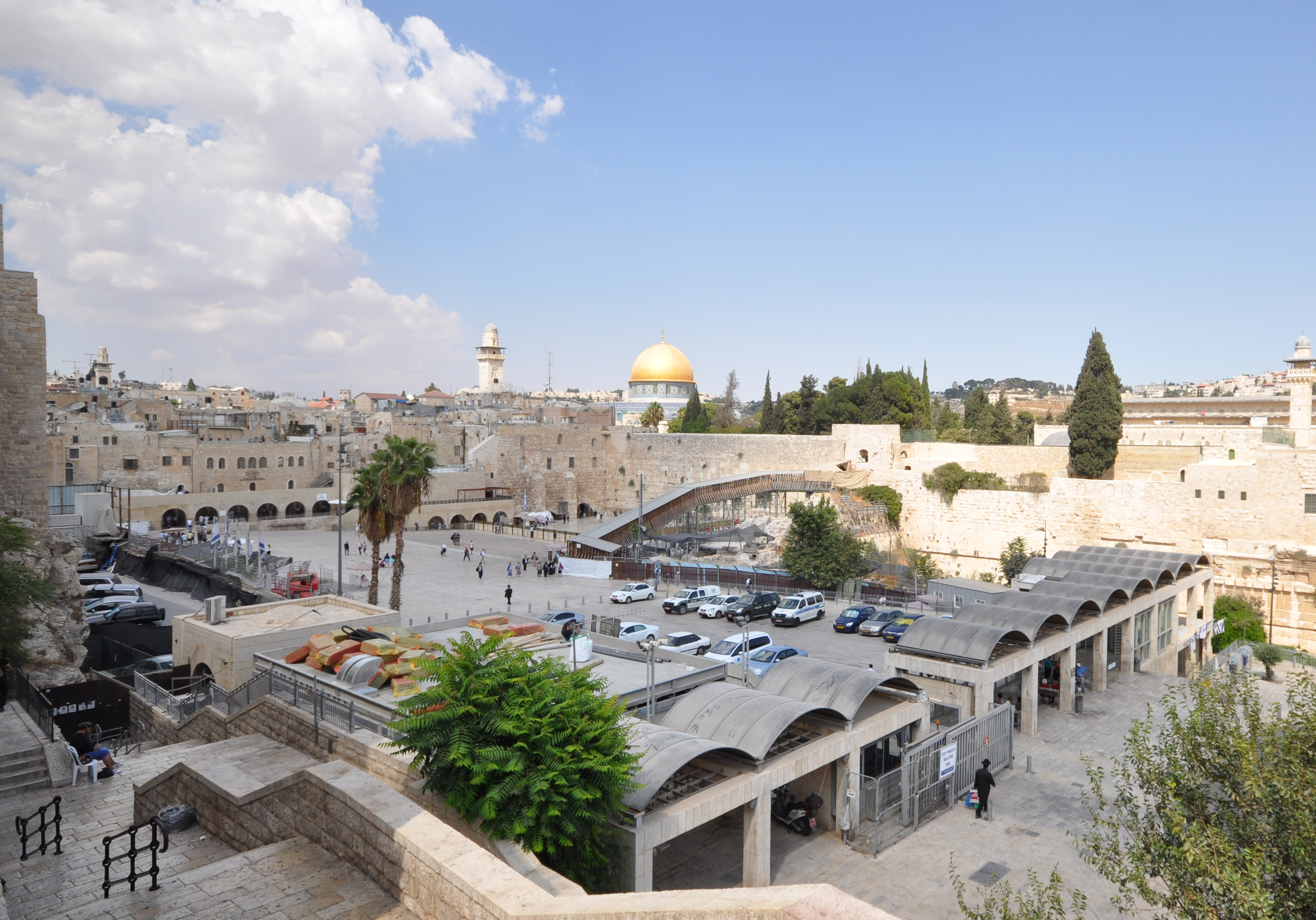
Сучасний вигляд Площі Стіни плачу, розташованої на місці Марокканського кварталу

Окрім 135 житлових будинків, під час знесення було знищено завію Абу Мадяна XIV століття, а також медресе Афдалія XII століття, відому як мечеть Шейха Ейда, одну з небагатьох мечетей, що залишилися від часів Салах ад-Діна і чиє історичне значення було підтверджено Відомством старожитностей Ізраїля.
Через два роки біля стіни було знесено ще один комплекс будівель, який включав Медресе Фахрія (Fahriyyah zawiyya) і будинок перед Магрибськими воротами, в якому родина Абу аль-Сауда мешкала з XVI століття. Будинок Абу аль-Сауда був добре відомим зразком архітектури мамлюків, але було кілька причин, які призвели до його знесення. Його знесення дозволило ізраїльським археологам провести розкопки в цьому районі, а також забезпечити відкритий простір, щоб ЦАХАЛ міг швидко отримати доступ до території, якщо виникнуть проблеми біля Стіни, і, нарешті, незважаючи на давність житлового комплексу було визнано, також той факт, що масштабний ремонт даху та балконів був зроблений за допомогою залізничних рельсів та бетону було достатнім, щоб стверджувати, що він втратив історичну цінність. Мати Ясіра Арафата походила з роду Аль-Сауд, і, можливо, Арафат жив у цьому будинку в дитинстві, у 1933—1936 роках.
12 червня на нараді міністрів щодо статусу Єрусалиму, коли було порушено питання про знесення забудови Марокканського кварталу у Старому місті, міністр юстиції Яків Шапіра визначив, що: «Це незаконне знесення, але добре, що воно відбувається». Підполковник Яков Салман, заступник військового губернатора, відповідальний за операцію, знаючи про можливі юридичні проблеми через Женевську конвенцію про захист жертв війни, озброївся документами від муніципалітету Східного Єрусалиму, які свідчили про погані санітарні умови в кварталі і про плани Йорданії зрештою евакуювати його мешканців. 14 червня 1967 року близько 200 000 ізраїльтян прибули на колишнє місце Марокканського кварталу, щоб відвідати Стіну Плачу.

### Наслідки
18 квітня 1968 року уряд Ізраїлю експропріював землю Марокканського кварталу для громадського користування та виплатив від 100  до 200 йорданських динарів кожній родині, яка була виселена з нього. 41 глава сімей, які були виселені з цього району, написали Коллеку, щоб подякувати йому за допомогу в переселенні їх у кращі житлові умови. Решта сімей відмовилися від компенсації на тій підставі, що це надасть законності діям влади Ізраїля.
У період після 1967 року багатьом виселеним біженцям завдяки втручанню короля Хасана II вдалося емігрувати до Марокко через Амман. Інші сім'ї біженців переселилися в табір біженців Шуафат та інші частини Єрусалиму. Місце для молитов було розширено на південь, що подвоїло його довжину з 28 до 60 метрів, а ширина площі перед Стіною Плачу була збільшена з 4 метрів до 40 метрів. Невеличка смуга перед Стіною площею 120 квадратних метрів була перетворена на Площу Стіни плачу, яка зараз використовується як синагога під відкритим небом, і займає площу 20 000 квадратних метрів.
У листі до Організації Об'єднаних Націй уряд Ізраїлю через дев'ять місяців заявив, що будівлі були знесені після того, як уряд Йорданії довів до того, що район перетворитися на нетрі.
Вигнана з кварталу громада продовжує обирати адміністратора або мухтара для неіснуючого Марокканського кварталу.

## Оцінки
За словами Гершома Горенберга:
Ця акція відповідала додержавній стратегії лівих сіоністів, які вірили в м'яке спілкування та в застосування політики «faits accomplis» (доконаних фактів) для визначення політичного майбутнього спірної землі".

## Цитування
1. 1 2  Hiltermann, 1995, с. 55.
2. ↑  Abowd, 2000, с. 6.
3. ↑  Peters, 2017, с. 357.
4. 1 2 3 4  Gorenberg, 2007, с. 42.
5. ↑  Tibawi, 1978, с. 13—14, 15.
6. ↑  Peters, 2017, с. 358—359.
7. ↑  Peters, 2017, с. 359.
8. ↑  Peters, 2017, с. 363.
9. ↑  Tibawi, 1978, с. 10.
10. ↑  Peters, 2017, с. 358.
11. 1 2 3 4  Abowd, 2000, с. 8.
12. 1 2 3  Tibawi, 1978, с. 13.
13. ↑  Peters, 2017, с. 394—396.
14. ↑  Tibawi, 1978, с. 10—11.
15. ↑  Burgoyne, 1987, p. 69
16. ↑  Tibawi, 1978, с. 11.
17. ↑  Kark та Oren-Nordheim, 2001, с. 212.
18. ↑  Tibawi, 1978, с. 12.
19. ↑  Khalidi, 1992, с. 139.
20. ↑  Peters, 1993, с. 243.
21. ↑  Cohen та Lewis, 2015, с. 81—91.
22. ↑  Abowd, 2000, с. 7.
23. ↑  Abowd, 2000, с. 9—10.
24. ↑  Chateaubriand, 1812, с. 89.
25. 1 2 3  al-Tijani, 2007.
26. ↑  Tibawi, 1978, с. 19—20.
27. ↑  Tibawi, 1978, с. 20.
28. 1 2  Commission Report, 1931.
29. ↑  Ben-Arieh, 1984, с. 314.
30. ↑  Khalidi, 1992, с. 136.
31. ↑  Ben-Arieh, 1984, с. 162—163.
32. ↑  Ben-Arieh, 1984, с. 157.
33. ↑  Robinson, 1841, с. 349—350.
34. ↑  Freas, 2018, с. 77.
35. ↑  Abowd, 2000.
36. ↑  Rossoff, 2001, с. 330—331.
37. ↑  Gilbert, 2008, с. 27.
38. 1 2  Laurens, 1999, с. 130.
39. ↑  Stockman-Shomron, 1984, с. 43.
40. ↑  Schama, 1978, с. 92.
41. ↑  Gilbert, 1996, с. 42.
42. 1 2  Ben-Layashi та Maddy-Weitzman, 2015, с. 10.
43. ↑  Hulme, 2006, с. 76.
44. ↑  Laurens, 2002, с. 153, 158—161, 162.
45. ↑  El-Haj, 2008, с. 166.
46. ↑  Abowd, 2000, с. 8—9.
47. 1 2  Lemire, 2019, с. 802.
48. 1 2  Lemire, 2019, с. 803.
49. ↑  Lemire, 2019, с. 804.
50. 1 2  Gorenberg, 2007, с. 45.
51. ↑  Hulme, 2006, с. 55.
52. 1 2  Klein, 2014, с. 185.
53. 1 2 3 4  Gorenberg, 2007, с. 43.
54. 1 2  Abowd, 2000, с. 15.
55. ↑  Kabalo, 2018, с. ??.
56. ↑  Hulme, 2006, с. 95.
57. ↑  Hulme, 2006, с. 96.
58. ↑  Hiltermann, 1995, с. 55—56.
59. 1 2 3 4 5  Ricca, 2010.
60. 1 2 3 4  Gorenberg, 2007, с. 44.
61. 1 2  Abowd, 2000, с. 9.
62. ↑  El-Haj, 2008, с. 165.
63. 1 2 3  Talhami, 2017, с. 106.
64. ↑  Gorenberg, 2007, с. 42—43.
65. 1 2  Segev, 2007, с. 400—401.
66. ↑  Abowd, 2014, с. 128.
67. ↑  Abowd, 2000, с. 11.
68. ↑  Hasson, 2012.
69. ↑  Ricca, 2007, с. 43, 67.
70. ↑  Abowd, 2000, с. ?.
71. ↑  Alexander та Kittrie, 1973, с. 275.
72. ↑  Abowd, 2000, с. 10—11.
73. 1 2 3  Abowd, 2000, с. 10.
74. ↑  Tekoah, 1968.